# Tachytrechus guanica
Tachytrechus guanica är en tvåvingeart som beskrevs av Charles Howard Curran 1925. Tachytrechus guanica ingår i släktet Tachytrechus och familjen styltflugor.
Artens utbredningsområde är Guyana. Inga underarter finns listade i Catalogue of Life.